# Tadeusz Brzozowski

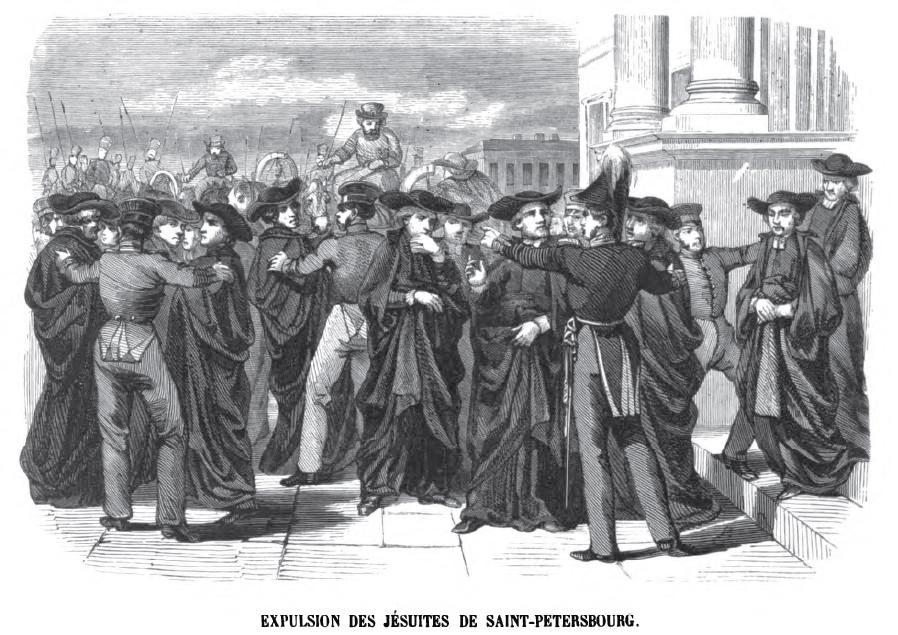
Expulsión de los jesuitas de Rusia.

Tadeusz Brzozowski (Königsberg, 21 de octubre de 1749-Pólatsk, 5 de febrero de 1820) fue el décimo noveno prepósito general de la Compañía de Jesús y el primero desde la reinstauración de esta congregación religiosa en 1801. Nombrado sucesor de Gabriel Gruber el 2 de septiembre de 1805.

## Biografía
De padres de ascendencia polaca, entró en la orden de los jesuitas en 1765. Estudió retórica, griego, francés y literatura clásica en Slutsk (1767-1770), y luego filosofía y matemáticas en Nesvizh (1770-1773).
Después de la Supresión de la Compañía de Jesús (1773) continuó sus estudios teológicos en Vilna, gobernación de Vilna, Imperio ruso (Vilna, Lituania), donde fue ordenado sacerdote en 1775.

## Regreso de los jesuitas en Rusia
En 1782 se fue a Pólatsk, en el Imperio Ruso, (Polotsk, Bielorrusia) con el fin de ser readmitido entre los jesuitas. Un lingüista dotado (que sabía latín, francés, alemán, ruso) él tradujo trabajos teológicos a su polaco nativo. El era un conocido predicador. En 1797, él fue nombrado Secretario de la Sociedad y trabajó en estrecha colaboración con Gabriel Lenkiewicz, Franciszek Kareu y Gabriel Gruber, los sucesivos Vicarios General de la Sociedad en Rusia. A su favor, él mantenía correspondencia con muchos exjesuitas que querían reunir a la Orden. En la Congregación Regional de 1802 fue nombrado Asistente del recién elegido superior general de los Jesuitas en Rusia, Gabriel Gruber.

## Superior general
A la muerte de Gruber, en 1805, la Congregación Regional (Polaca) IV se reunió en Pólatsk, en este momento parte del Gran Ducado de Lituania (Pólatsk, Bielorrusia) y eligió a Tadeusz Brzozowski como superior general de la Sociedad en Rusia. El nuevo general elegido envió de inmediato un mensaje al Papa Pío VI, agradeciéndole por haber restaurado la Sociedad en Sicilia. Para entonces un flujo constante de jóvenes venía a Rusia para unirse a la Sociedad. Entre 1803 y 1805, 103 candidatos entraron en el noviciado de Pólatsk, 23 de ellos siendo sacerdotes.

## Restauración de la Sociedad
En 1801 Pío VII había concedido a la Compañía de Jesús libertad para reconstituirse en la Rusia septrentional, y en 1812 Brzozowski consiguió el reconocimiento del colegio jesuita de Pólatsk como Universidad, a pesar de no obtener permiso para viajar a España para presionar por el reconocimiento de la congregación. El 7 de agosto de 1814, Pío VII, de acuerdo con la bula Sollicitudo omnium ecclesiarum, confirió a Brzozowski (entre otros) completa autoridad para admitir en la compañía a quien considerara propicio. El gobierno ruso, sin embargo, comenzó a alarmarse ante el rápido crecimiento de la congregación, y el 20 de diciembre de 1815 promulgó un edicto expulsando a los jesuitas de Moscú y San Petersburgo. Tras reclamar en vano poder retirarse a Roma, Brzozowski falleció en Pólatsk el 5 de febrero de 1820. El 13 de marzo la compañía sería expulsada de todo el Imperio Ruso por el zar Alejandro I.